# بيت الورد (أرحب)

تعديل مصدري - تعديل

بيت الورد هي إحدى قرى عزلة عيال عبد الله بمديرية أرحب التابعة لمحافظة صنعاء، بلغ تعداد سكانها 198 نسمة حسب تعداد اليمن لعام 2004.